# 2. prekomorska brigada NOVJ
Za druge 2. brigade glejte 2. brigada.
2. prekomorska brigada je bila prekomorska brigada NOV in POJ.

## Poveljstvo
1943
- poveljnik: Miladin Ivanović
- politični komisar: Stane Bobnar